# Reichman University
Die Reichman University (hebräisch אוניברסיטת רייכמן) ist eine private, gemeinnützige und nicht konfessionelle Forschungsuniversität mit Sitz in Herzliya im Bezirk Tel Aviv. Sie gilt als Israels einzige Privatuniversität und wurde 1994 als IDC Herzliya gegründet. 2021 erfolgte die Umbenennung in Reichman University.

## Geschichte
Die Reichman Universität wurde am 11. Mai 1994 von dem israelischen Rechtsprofessor Uriel Reichman mit der Unterstützung des Stadtrats von Herzliya nach dem Vorbild der amerikanischen Ivy-League-Universitäten gegründet und hieß zunächst Interdisziplinäres Center Herzliya (IDC Herzliya, 
hebräisch הַמֶּרְכָּז הַבַּיְנְתְּחוּמִי הֶרְצְלִיָּה HaMerkas haBaintchūmī Herzlijjah). Im Jahr 2009 eröffnete Alpha Epsilon Pi die erste College-Verbindung in Israel am IDC.
Im Jahr 2021 erhielt die Hochschule mit der Umbenennung die Genehmigung, sich als Universität zu bezeichnen.
2021 waren etwa 8400 Studierende für Grund- und Aufbaustudiengänge eingeschrieben, darunter 2000 internationale Studierende aus 86 Ländern der Welt.
Der Campus befindet sich im Zentrum Herzliyas, etwa 15 Kilometer nördlich von Tel-Aviv, auf dem Gelände eines ehemaligen israelischen Luftwaffenstützpunktes.

## NoCamels Website
Die Hochschule unterhielt, durch die Sammy Ofer School of Communications gesponsert, die Website NoCamels.

### Bekannte Absolventen
- Shalev Hulio (geb. um 1980), Unternehmer
- Gal Gadot (geb. 1985), Schauspielerin und Model
- Sagi Muki (geb. 1992), Judoka, Olympia- und Weltmeister
- Yaʾir Netanyahu (geb. 1991), Podcaster und zweiter Sohn von Benjamin Netanyahu
- Matan Roditi (geb. 1998), Olympischer Marathonschwimmer